# Quartets de corda, op. 51 (Brahms)
Els dos Quartets de corda, op. 51, de Johannes Brahms foren completats a Tutzing, Baviera, durant l'estiu de 1873. Foren publicats la tardor de 1873. Estan dedicats al seu amic Theodor Billroth.
Abans de publicar-los, va fer moltes provatures. Hi ha indicis que ja havia iniciat un Quartet núm. 1 en do menor l'any 1865. Abans de la publicació dels Dos quartets, Op. 51, hauria fet proves amb una vintena de quartets, proves que destruiria.

## Composició
Brahms trigà a escriure els seus dos primers quartets de corda. Sabem per una carta de Joseph Joachim que Brahms estava treballant en el Quartet núm. 1 en do menor l'any 1865, però probablement la música no seria la mateixa que apareixeria com a Op. 51 núm. 1 el 1873. El 1869, quatre anys abans de la publicació, sabem de segur que els dos quartets estaven tan avançats que es podien interpretar. Però el compositor estava insatisfet i els anys van anar passant. Cap al mes de juny de 1873 marxà de Múnic, cap al sud, a la petita localitat de Tutzing per a passar l'estiu i descansar. Allà, al costat del Würmsee (actualment, llac Starnberg) i el rerefons dels Prealps bavaresos, va animar-se a acabar els dos quartets.
Tenia 40 anys en el moment de la seva publicació. Brahms va considerar que el quartet de corda era un gènere especialment important. Segons documents, va destruir prop de vint quartets de corda abans de publicar els Dos quartets Op. 51. Almenys un dels quartets (el núm. 1 en do menor) havia estat completat ja el 1865, però Brahms va continuar la seva revisió durant gairebé una dècada.
Brahms explicà el seu lent progrés a un editor el 1869; li va dir que com que Mozart havia tingut "problemes particulars" amb els sis "bells" Quartets Haydn, per a ell "el millor és aconseguir de fer-ne un o dos mínimament decents". Segons el seu amic Max Kalbeck, Brahms insistí a fer una audició secreta dels Quartets Op. 51 abans de ser publicats, i després encara els va revisar substancialment.
En l'època de Brahms, tant el quartet de corda com la simfonia, era un gènere dominat per les composicions de Ludwig van Beethoven. El fet que Brahms escollís la tonalitat de do menor per al primer dels seus quartets, probablement era sota aquesta influència, ja que Beethoven va compondre algunes de les seves obres més importants en aquesta tonalitat. Brahms també va escollir la clau de do menor per a la seva Primera Simfonia.

## Anàlisi musical
El Quartet de corda núm. 1 consta de quatre moviments:
1. Allegro, en la tonalitat de do menor, i acaba en do major.
2. Romanze: Poco adagio, en la♭ major.
3. Allegretto molto moderato e comodo, en fa menor, i acaba en fa major.
4. Allegro, en do menor.

El Quartet de corda núm. 1 (Op. 51, núm. 1) és "concís", "tràgic", i destaca per la seva unitat orgànica i per ser harmònicament sofisticat. Estructural i temàticament, el primer moviment mostra la influència de Quartettsatz, D 703 de Schubert, també en do menor.
El Quartet de corda núm. 2 (Op. 51, núm. 2) consta també de quatre moviments:
1. Allegro non troppo, en la tonalitat de la menor
2. Andante moderato, en la major
3. Quasi Minuetto, moderato, en la menor
4. Finale. Allegro non assai, en la menor

Amb tots els moviments en la menor o major, aquest segon quartet és homotonal. Temàticament també té molta unitat. Comparativament és més líric, encara que culmina en un final més dramàtic, que "deriva ... d'un conflicte mètric entre el tema i l'acompanyament". Com el Quartet per a piano núm. 1 i el Concert per a violí, aquest Quartet en la menor té un moviment final modelat per una dansa popular hongaresa: una csárdás.
La interpretació de cada quartet dura aproximadament una mitja hora.